# Литовка Микола Олександрович
Микола Олександрович Литовка (нар. 28 жовтня 1979, Київ, УРСР) — український футболіст, воротар. Має в'єтнамський паспорт (в'єтнамське ім'я - Đinh Hoàng La).

## Клубна кар'єра
Розпочав займатися футболом у 9 років у ДЮФШ «Світанок» (Київ). Перший тренер — Валерій Володимирович Сучков. Потім у 14 років перейшов у ДЮФШ «Дружба» (Київ), з 15 до 16 років грав у ДЮФШ «Динамо» (Київ), у 16—17 років знову виступав у ДЮФШ «Дружба» (Київ). У дитинстві був невисокого зросту, це була одна з найголовніших причин виходу з «Динамо», в 16 років у Миколи почався фізіологічне зростання. За рік він виріс на 12 сантиметрів, зараз його зріст становить 193 сантиметри.
У 1997 році потрапив в команду «Аверс» (Бахмач), клуб виступав в аматорському чемпіонаті України. Після цього виступав за білоцерківську «Рось». У 1998 році потрапив до київського ЦСКА. Виступав в основному за ЦСКА-2, де провів всього 3 матчі. Разом з командою дійшов до фіналу Кубка України 1997/98. У 2000 році перейшов у клуб «Вінниця». У команді закріпитися не вдалося, тому він виступав на правах оренди за хмельницьке «Поділля» молдовський «Ністру» та українські «Авангард» (Ровеньки) і «Електрометалург-НЗФ».
У 2003 році перейшов у мелітопольський «Олком». Потім грав за «Княжу», а незабаром потрапив у в'єтнамський клуб «Канг Сайгон», куди його направив Віктор Іщенко. За нову команду так і не зіграв жодного матчу в першому колі, тому його віддали в оренду в клуб 1-ї ліги «Тханьхоа». За 2 сезони допоміг новій команді вийти в елітний дивізіон.
У 2007 році став автором унікального рекорду у в'єтнамському футболі, відстоявши 10 матчів у «суху».
У 2008 році перейшов в «Ніньбінь», в якому рік по тому став чемпіонам 1-ї ліги. Разом з ним в команді грав інший українець Юрій Клименко. У 2012 році перейшов до клубу «Біньзионг», в складі якого зіграв 14 матчів.
У 2013 році повернувся в Україну, де став гравцем клубу «Любомир» (смт Ставище) з чемпіонату Київської області, кольори якого захищає й на даний час.

## Кар'єра в збірних
З 2003 по 2004 рік виступав за збірну України з пляжного футболу. У 2004 році став бронзовим призером чемпіонату Європи.
31 травня 2009 року зіграв за національну збірну В'єтнаму в переможному матчі проти Кувейту (1:0). Також 14 травня провів гру за збірну проти грецького клубу «Олімпіакоса» (1:0). Але незабаром Федерація футболу В'єтнаму ухвалила рішення про недопуск іноземних громадян, які взяли громадянство, в збірну.

## Досягнення
«ЦСКА» (Київ):
- Фіналіст Кубка України (1): 1997/98

 «Ністру» (Атаки)
- Володар Кубка Молдови (1): 2000/01

 «Тханьхоа»
- Срібний призер чемпіонату В'єтнаму (1): 2006

 «Ніньбінь»
- Чемпіон В'єтнаму (1): 2009

 Збірна України з пляжного футболу:
- Бронзовий призер Євроліги (1): 2004

## Особисте життя
Одружений, виховує доньку.